# Rusken
Rusken är en sjö i Värnamo kommun i Småland och ingår i Lagans huvudavrinningsområde. Sjön är 16,4 meter djup, har en yta på 33,9 kvadratkilometer och befinner sig 181 meter över havet. Vid provfiske har bland annat abborre, gers, gädda och gös fångats i sjön.
Sjön ingår i Lagans tillrinningsområde och regleras såväl uppströms (Långö kraftverk i Toftaån/Vrigstadsån, ägt av Eon Sverige AB) och nedströms vid utflödet vid samhället Os (Ohs kraftverk i Toftaån, privatägt). Vid utflödet nedströms mot Lagan låg tidigare Os bruk. I Ohs finns Ohsabanan, en smalspårig, 14,5 km lång museijärnväg som leder till Bor. Vid sjöns norra spets återfinns ruinerna efter Nydala kloster.
När sulfitfabriken uppfördes i Ohs 1895-1896 började man flotta timmer till papperbruket över Rusken. Till en början skedde varpningen manuellt men i början av 1900-talet inköptes en ångbåt. 1934 upphörde flottningen och ersattes av lastbilstrafik. Rusken regleras efter vattendom 1927 med en amplitud på 0,45 meter.

## Djurliv
Rusken var tidigare känd för sin fina insjösik och ål. Genom att man under lång tid försökt plantera in signalkräftor har man inte önskat få ålyngel insatta och därför finns numera bara enstaka ålar i storleken 2–3 kg kvar. Kräftorna är fortfarande mycket fåtaliga, vilket förvånar, då Rusken före kräftpesten hade en mycket stor kräftförekomst. Stora mängder såldes bl. a. till Stockholm. Runt 1960 brast en odlingsdamm för gösodling i ett vattendrag som utgör tillrinningsområde för sjön. Mängder med gösyngel följde med strömmen och hamnade slutligen i Rusken via Vrigstadån. Gösen har trivts mycket bra och är i dag den helt dominerande fisken vad gäller fångster för konsumtion. Gösens glupskhet har trängt tillbaka gädda och sik till mycket låga nivåer. Tidigare fångade man mycket storväxt siklöja i storlek runt 15 per kg medan storsiken, trots namnet, ofta bara låg på 10 per kg.

## Delavrinningsområde
Rusken ingår i delavrinningsområde (634195-141167) som SMHI kallar för Utloppet av Rusken. Delavrinningsområdets medelhöjd är 194 meter över havet och ytan är 84,15 kvadratkilometer. Räknas de 59 delavrinningsområdena uppströms in blir den ackumulerade arean 900,03 kvadratkilometer. Skålån (Storån) som avvattnar delavrinningsområdets har biflödesordning 2, vilket innebär vattnet flödar genom totalt 2 vattendrag innan det når havet efter 187 kilometer. Delavrinningsområdet består mestadels av skog (45 procent). Avrinningsområdet har 34,31 kvadratkilometer vattenytor vilket ger det en sjöprocent på 40,7 procent.

## Fisk
Vid provfiske har följande fisk fångats i sjön:
- Abborre
- Gärs
- Gädda
- Gös
- Lake
- Löja
- Mört
- Sik